# SLC10A1
SLC10A1 (англ. Solute carrier family 10 member 1) – білок, який кодується однойменним геном, розташованим у людей на короткому плечі 14-ї хромосоми. Довжина поліпептидного ланцюга білка становить 349 амінокислот, а молекулярна маса — 38 119.
| 10         |  | 20         |  | 30         |  | 40         |  | 50         |
| ---------- |  | ---------- |  | ---------- |  | ---------- |  | ---------- |
| MEAHNASAPF |  | NFTLPPNFGK |  | RPTDLALSVI |  | LVFMLFFIML |  | SLGCTMEFSK |
| IKAHLWKPKG |  | LAIALVAQYG |  | IMPLTAFVLG |  | KVFRLKNIEA |  | LAILVCGCSP |
| GGNLSNVFSL |  | AMKGDMNLSI |  | VMTTCSTFCA |  | LGMMPLLLYI |  | YSRGIYDGDL |
| KDKVPYKGIV |  | ISLVLVLIPC |  | TIGIVLKSKR |  | PQYMRYVIKG |  | GMIIILLCSV |
| AVTVLSAINV |  | GKSIMFAMTP |  | LLIATSSLMP |  | FIGFLLGYVL |  | SALFCLNGRC |
| RRTVSMETGC |  | QNVQLCSTIL |  | NVAFPPEVIG |  | PLFFFPLLYM |  | IFQLGEGLLL |
| IAIFWCYEKF |  | KTPKDKTKMI |  | YTAATTEETI |  | PGALGNGTYK |  | GEDCSPCTA  |

A: Аланін

C: Цистеїн

D: Аспарагінова кислота

E: Глутамінова кислота

F: Фенілаланін

G: Гліцин

H: Гістидин

I: Ізолейцин

K: Лізин

L: Лейцин

M: Метіонін

N: Аспарагін

P: Пролін

Q: Глутамін

R: Аргінін

S: Серин

T: Треонін

V: Валін

W: Триптофан

Кодований геном білок за функціями належить до рецепторів клітини-хазяїна для входу вірусу, рецепторів. 
Задіяний у таких біологічних процесах, як взаємодія хазяїн-вірус, транспорт іонів, транспорт, транспорт натрію, симпортний транспорт. 
Білок має сайт для зв'язування з іоном натрію. 
Локалізований у мембрані.